# هوهن‌تسولرن ۸۵۲۱۵
سیارک ۸۵۲۱۵ (به انگلیسی: 85215 Hohenzollern، نامگذاری:1992SD14) هشتاد و پنج هزار و دویست و پانزدهمین سیارک کشف شده‌است که در ۲۶ سپتامبر ۱۹۹۲ کشف شد.